# NGC 4032
NGC 4032 је галаксија у сазвежђу Береникина коса која се налази на NGC листи објеката дубоког неба.
Деклинација објекта је + 20° 4' 29" а ректасцензија 12h 0m 32,9s. Привидна величина (магнитуда) објекта NGC 4032 износи 12,2 а фотографска магнитуда 12,8. NGC 4032 је још познат и под ознакама UGC 6995, MCG 3-31-10, CGCG 98-19, IRAS 11579+2021, WAS 40, KUG 1157+203, PGC 37860.